# Bass Bumpers
Bass Bumpers  è stato un gruppo musicale tedesco,  noto per il brano The Music's Got Me del 1992.

## Storia
Il gruppo fu creato da Henning Reith e Caba Kroll con il brano Cant't Stop Dancing nel 1990.
I due scritturano, per il secondo brano Get the Big Bass, il rapper E. Mello, all'anagrafe Ian Freeman.
Seguiranno gli altri successi: Move to the Rhythm e Runnin', tutti inclusi nel primo album.
The Music's Got Me fu reinterpretato in vari remix e ripreso dal gruppo tedesco Brooklyn Bounce nel 1996 e dal progetto Purestar nel 2003.

## Discografia

### Album
- 1992 - Advance
- 1993 - Recouped Advance
- 1995 - The Best Of
- 2004 - Dance History

### Singoli
| 1990                        | Can't Stop Dancing | —  | —  | —  | —  | Advance          |
| 1991                        | Get the Big Bass   | —  | —  | —  | —  | Advance          |
| 1992                        | The Music's Got Me | 16 | —  | —  | 25 | Advance          |
| 1992                        | Move to the Rhythm | 37 | —  | 40 | —  | Advance          |
| 1992                        | Mega Bump          | —  | —  | —  | —  | Brano unico      |
| 1993                        | Runnin'            | 36 | —  | —  | 68 | Recouped Advance |
| 1994                        | Good Fun           | —  | —  | 39 | —  | Brani unici      |
| 1995                        | Keep on Pushing    | —  | 94 | —  | —  | Brani unici      |
| "—" indica non classificato |                    |    |    |    |    |                  |

## Formazione
- Henning Reith, tastiera
- Caba Kroll, coreografo
- CJ Stone, dj all'anagrafe Andreas Litterscheid
- George Dee
- Akira Yamamoto, all'anagrafe Chorn Pin Chang, testi
- Reinhard "DJ Voodoo" Raith